# Sovjetisk-japanske grænsekonflikt
Den Sovjetisk-japanske grænsekonflikt var en række sammenstød mellem Sovjetunionen og Japan i 1938 og 1939.
Efter besættelsen af Manchukuo og Korea flyttede Japan sin militære interesse mod sovjetiske områder. Det kom ofte til episoder mellem japanske og sovjetiske styrker ved grænsen til Manchuriet.

## Slaget ved Khasansøen
Slaget ved Khasansøen (29. juli – 11. august 1938) også kendt som Changkufeng episoden i Kina og Japan var et forsøg fra japansk side på at trænge ind på område, som Sovjetunionen gjorde krav på. Indfaldet var baseret på, at japanserne mente, at Sovjetunionen misfortolkede grænsedragningen i Pekingtraktaten mellem det russiske kejserrige og det tidligere Qing-dynasti i Kina (og senere supplerende aftaler), samt at der var pillet ved grænsemarkeringerne.

## Slaget ved Khalkhin Gol
Slaget ved Khalkhin Gol, der var navngivet efter Halha floden, som passerer gennem slagmarken, og som i Japan kaldes Nomonhan-episoden efter en nærliggende landsby på grænsen mellem Mongoliet og Manchuriet, var den afgørende episode i den uerklærede krig mellem Sovjetunionen og Japan. Den må ikke sammenblandes med konflikten i 1945, hvor Sovjetunionen erklærede krig til støtte for de andre allierede i 2. verdenskrig og indledte Operation auguststorm.

## Sovjetisk-japanske neutralitetspagt
Som følge af det japanske nederlag ved Khalkhin Gol indgik Japan og Sovjetunionen en neutralitetspagt den 13. april 1941, som lignede Molotov-Ribbentrop-pagten.
Senere i 1941 overvejede Japan at bryde pagten, da Nazityskland invaderede Sovjetunionen i Operation Barbarossa, men traf den afgørende beslutning at overholde den og fortsætte med at presse på i Sydøstasien. Det hævdes, at det i vidt omfang skyldtes slaget ved Khalkhin Gol. Nederlaget der fik Japan til at undlade at slå sig sammen med Tyskland mod Sovjetunionen, selv om Japan og Tyskland var deltagere i Tremagtspagten. Den 5. april 1945 opsagde Sovjetunionen ensidigt pagten, og meddelte at de ikke ville forny den, når den udløb den 13. april 1946. Fire måneder senere, inden pagtens udløb, erklærede Sovjetunionen krig mod Japan, hvilket kom som en fuldstændig overraskelse for japanerne. Sovjetunionens invasion af Manchuriet blev indledt en time efter krigserklæringen.